# Naszály (hegy)
A Naszály (szlovákul: Nosáľ) a Dunakanyarban elhelyezkedő, úgynevezett Duna-balparti rögök legmagasabb és egyben legismertebb hegye. A Vác fölött sasbércként emelkedő hegy 652 méterrel magasodik a tenger szintje fölé. A tőle 40 km távolságban elhelyezkedő Budapestről észak felé tekintve, a déli oldalába vájt külszíni fejtésű mészkőbányák ejtette tájsebről könnyen felismerhető. A Látó-hegyről és a délkeleti lejtőn elhelyezkedő váci Sejce városrészről az egész Dunakanyar és a Szentendrei-sziget megfigyelhető. Tiszta időben akár a fővároson túli vidékig is lehet látni.
Természetföldrajzi értelemben a Cserháthoz sorolják, bár földtani felépítése a hegység fiatal törmelékes üledékes és vulkáni kőzetekből álló főtömegétől drasztikusan különbözik. E szerint a beosztás szerint a Naszály a hegység legnyugatibb és egyben legmagasabb tagja: fő csúcsa 652 méter magas, de a két kisebb csúcs (Szarvas-hegy 562 méter, Látó-hegy 534 méter) is jóval magasabb a Dunakanyar egyéb kilátópontjainál (Szent Mihály-hegy 484 méter, Nagy-Villám 377 méter).
Magyarország tájainak földtani körzetbeosztása szerint Cserhátnak csak a földrajzi értelemben vett tájegység kelet–délkeleti részét tekintjük; az északi és nyugati részeket Nógrádi-dombság néven vonjuk össze. A Duna-balparti rögöket önálló szerkezeti egységnek tekintjük.

## Kialakulása
Az ALCAPA mikrolemez a triász időszak vége felé, mintegy 200 millió éve Afrika északi partvidékének része volt, nagyjából az északi szélesség 20º tájékán. A trópusi–szubtrópusi éghajlaton a sekély tengerben gazdag élővilág alakult ki; ennek emlékét őrzi a ma bányászott dachsteini mészkő. A Naszályon a mészkő több mint 200 méter vastag. A platform a triász végén feltöredezett: egyes részei lesüllyedtek, mások kiemelkedtek. A kiemelkedő Naszály-rög felszíne a kréta végéig lepusztult, karsztosodott és részben bauxitosodott. Közelében, a platform mélybe süllyedt darabjain eközben mélytengeri üledékek rakódtak le.
Az eocénben a rögöt ismét elöntötte a víz, az ekkor képződött üledékek azonban az oligocén időszakban, amikor a tenger ismét visszahúzódott, a hegy tetejéről csaknem teljesen lepusztultak. A hegy lába eközben tengerparti, illetve sekélytengeri lapály volt, amin sok, a szárazföld távolibb részeiről odaszállított, homokos-kvarckavicsos üledék rakódott le. Az oldalirányú szerkezeti mozgások eredményeként a hegyrög nagyjából az oligocén végén ért jelenlegi helyére, és körülbelül ekkor kezdett újra kiemelkedni: az első kiemelkedés csak mintegy 200 méteres lehetett, ez a második, gyakorlatilag napjainkig tartó fázis ehhez több mint 500 métert tett hozzá.

## Földtani felépítése

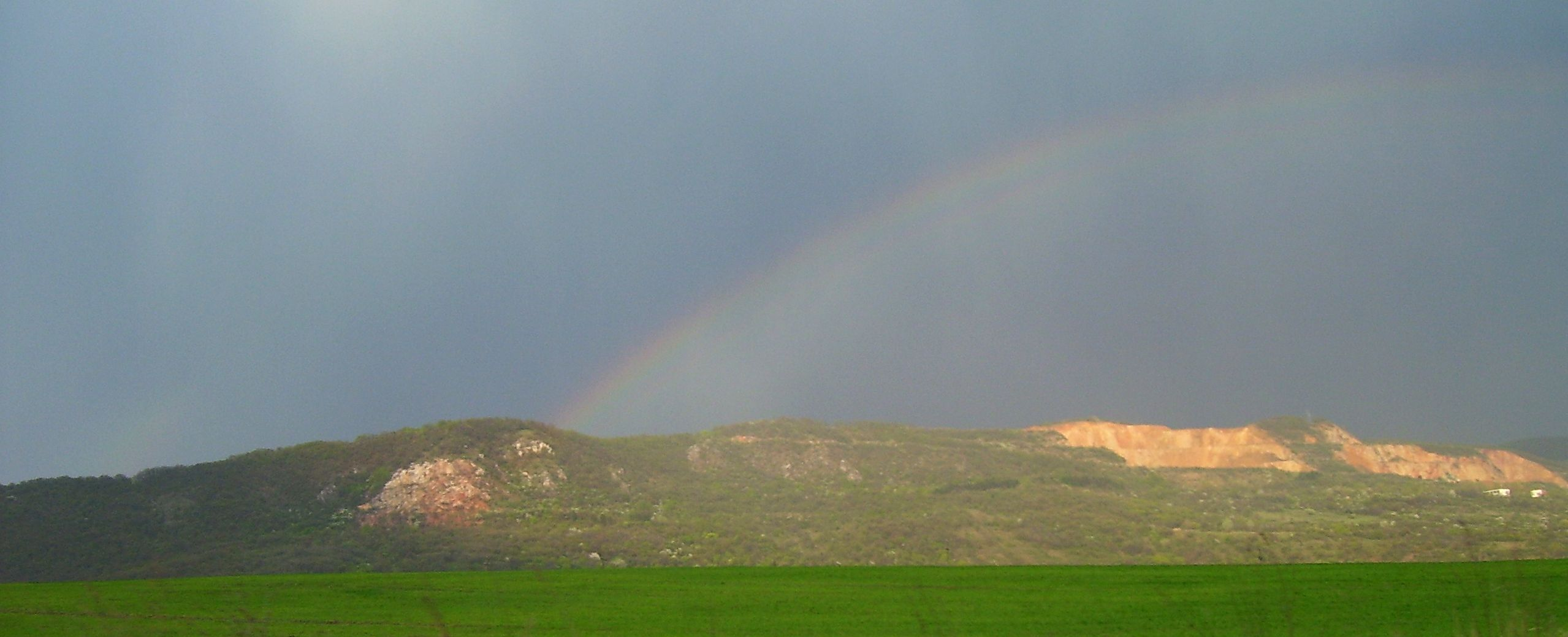
A Naszály délkelet felől szivárvánnyal és mészkőbányákkal

A hegy főtömege dachsteini mészkő. Alatta a fődolomit a Látó-hegy lábánál bukkan a felszínre.
Az eocén képződményekből kevés maradt meg: így például a Naszály-tetőn, a cementgyári kőbánya legfelső szintjén megfigyelhető lilás, kavicsos üledék.
Az oligocén időszakban lerakódott, homokos-kvarckavicsos üledék diagenezisének eredménye a hegyláb túlnyomó részét borító (limonitos) hárshegyi homokkő. A homokkőben található homokos-agyagos betelepülésekből a korra jellemző ősmaradványok kerültek elő.

## A Naszály barlangjai
A dachsteini mészkő erősen karsztosodott; kutatói a hegyen máig mintegy száz kisebb üreget, kőfülkét, illetve barlangot tártak fel.
- A Naszályi-víznyelőbarlang (Szinlő-barlang) jelenleg a Cserhát leghosszabb és legmélyebb, az ország 9. legmélyebb barlangja.
- A Násznép-barlang 223 méteres hosszával a Naszály harmadik, a Cserhát negyedik leghosszabb barlangja.
- A Zsömlye-barlang hatalmas, messziről látható bejárata egy függőleges sziklafal oldalában nyílik.
- Átjáró-barlang
- Huzatos-barlang
- Nagyszáli Háromlyuk-barlang
- A Nincskegyelem-aknabarlang a Cserhát és a Naszály második legmélyebb és a Cserhát harmadik, a Naszály második leghosszabb barlangja.
- Nőstény-barlang
- Rettenetes Fekete Szerzetes-barlang
- Sárkánylyuk-barlang
- Pincevölgyi-kőfülke

A kőkorban egyik-másik barlangot ősemberek is lakhatták, ezt a tárgyleletek bizonyítják. Embermaradványokat eddig nem találtak.

## Növényzete
Növényföldrajzilag a közép-dunai flóraválasztó mindkét hegységtől elkülöníti: a Dunántúli-középhegységével rokon növényzetét a Visegradense flórajárásba sorolják.

### A hegy kutatói

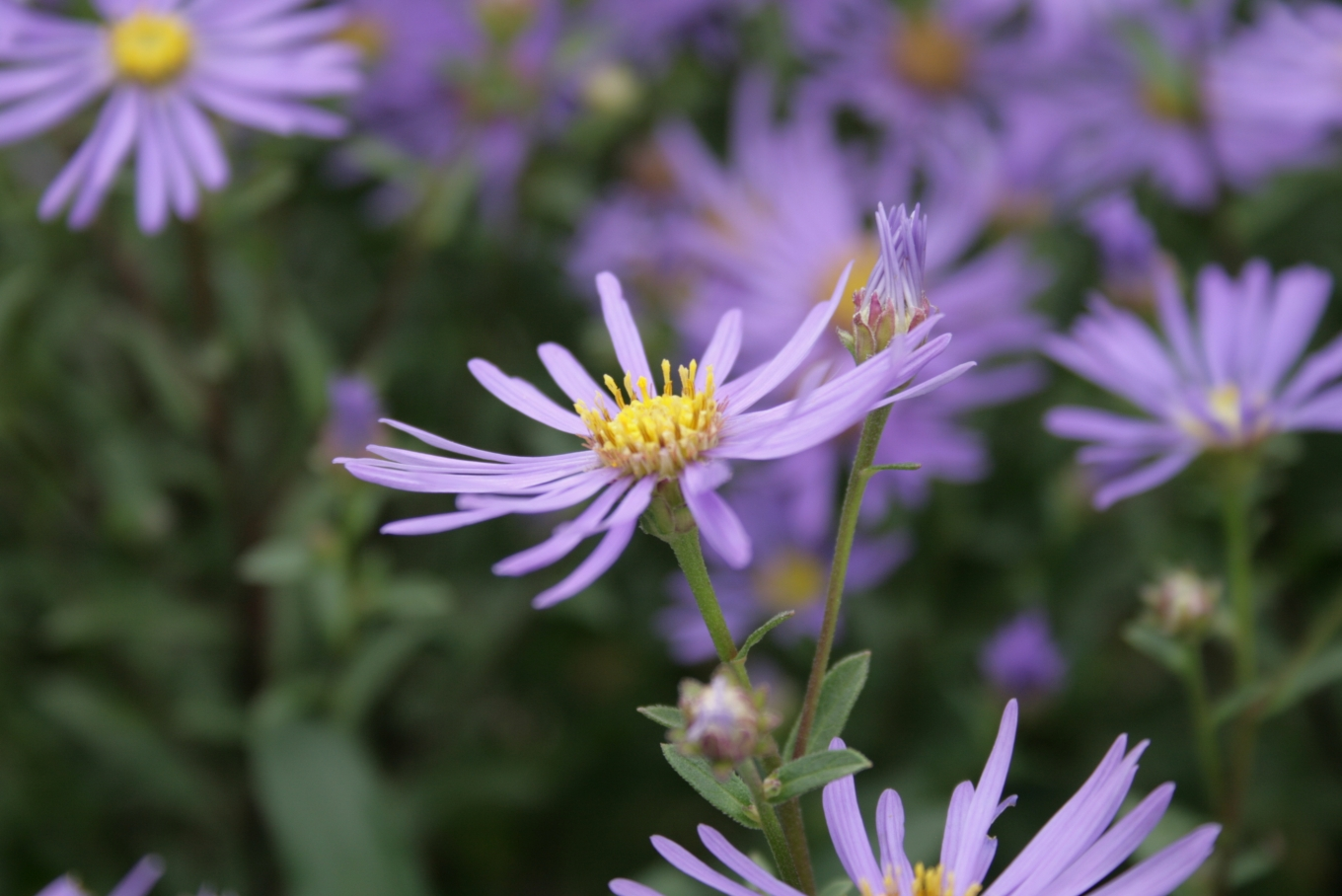
Csillag őszirózsa (Aster-amellus)

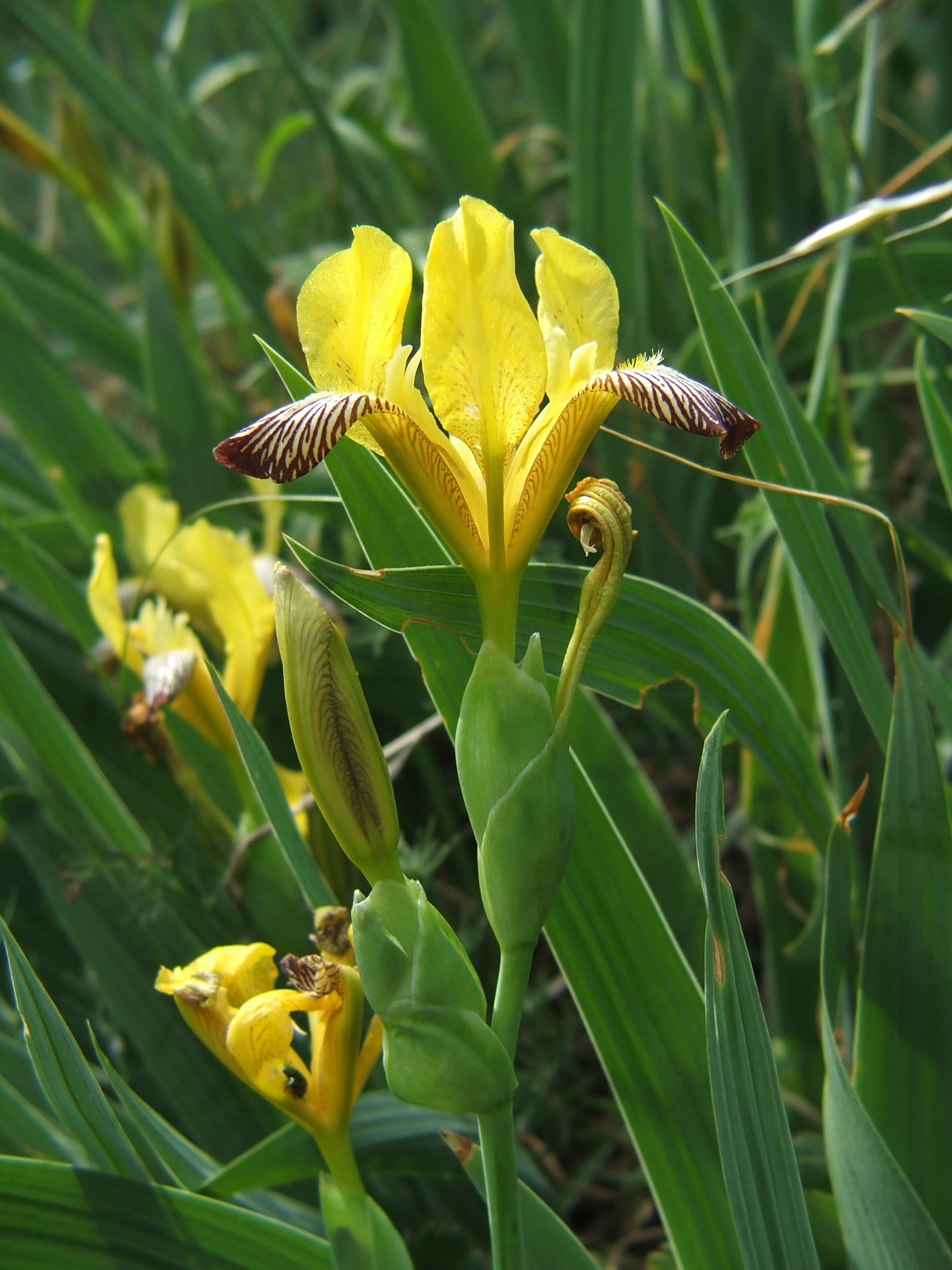
Tarka nőszirom a Naszályon (Iris variegata)

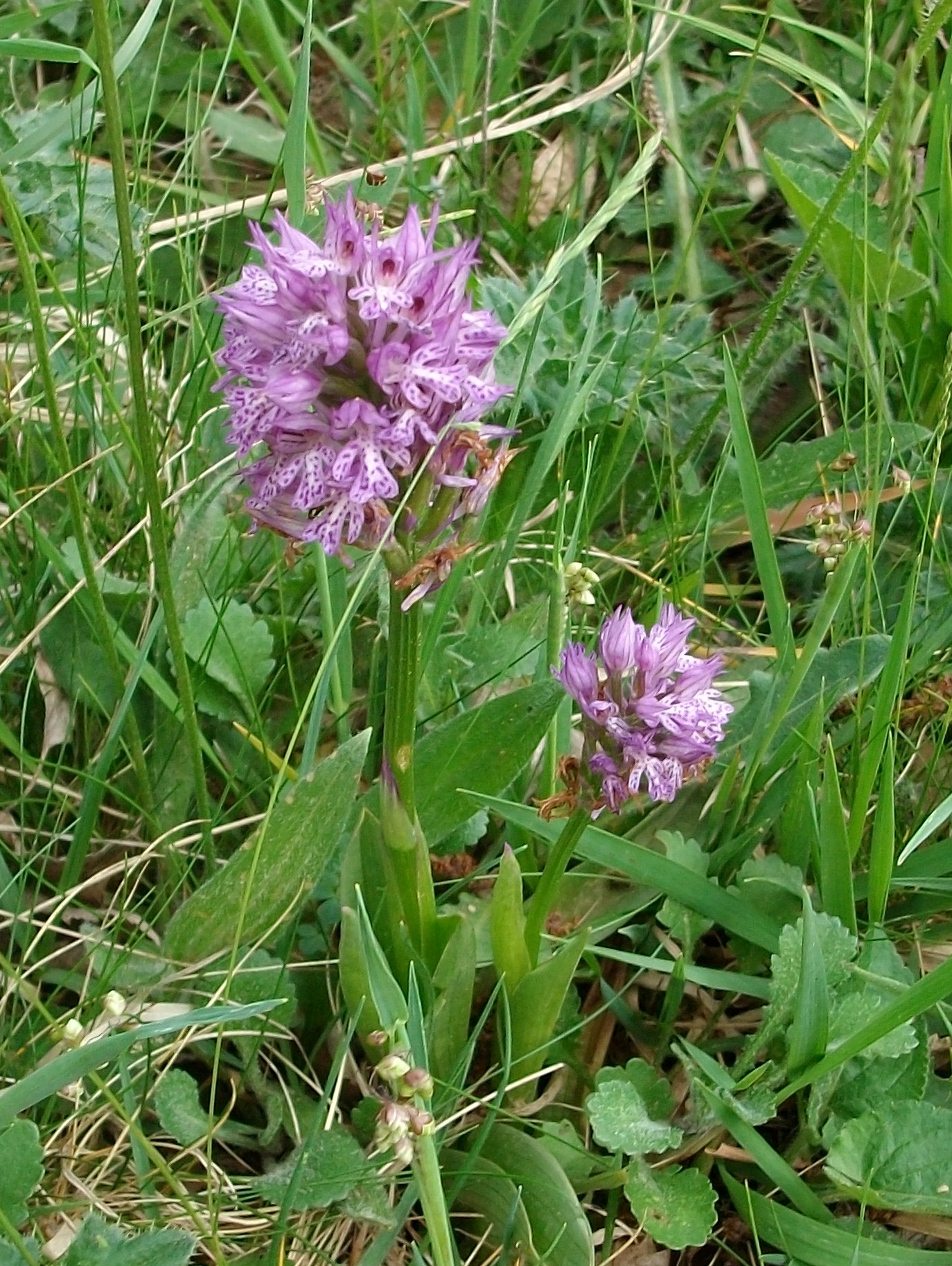
Tarka kosbor (Orchis tridentata)

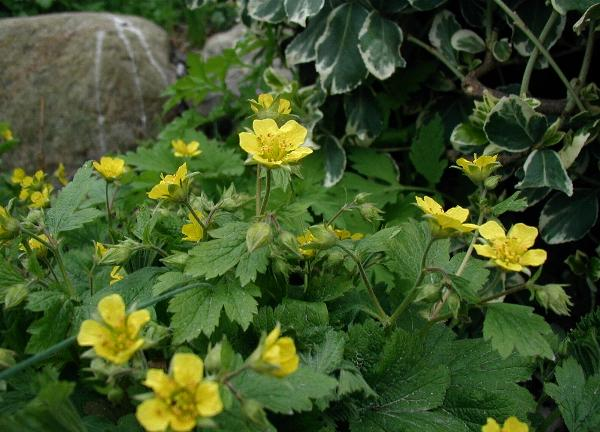
Waldestein-pimpó (Waldsteinia-geoides)

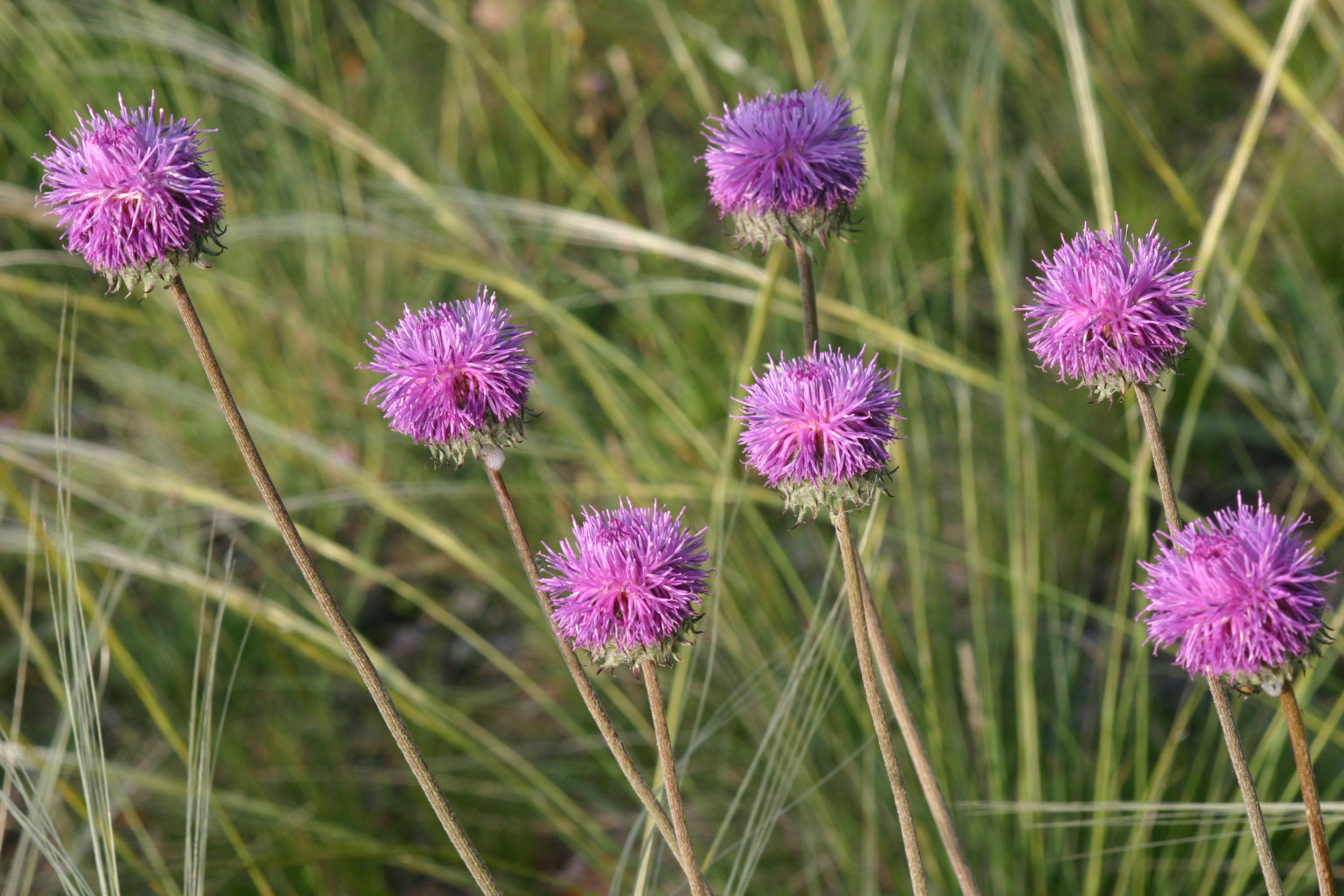
Hangyabogáncs (Jurinea mollis)

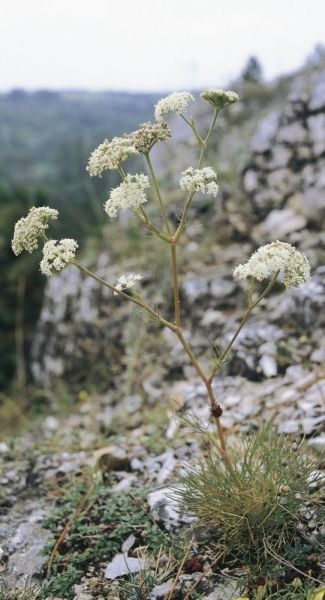
Magyar gurgolya (Seseli leucospermum)

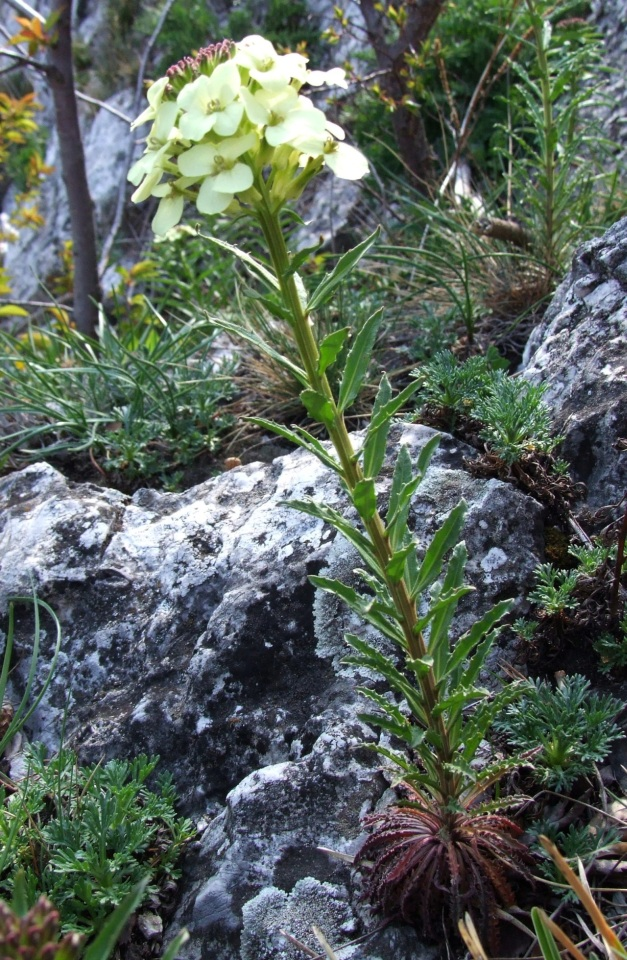
Halványsárga repcsény (Erysimum wittmannii)

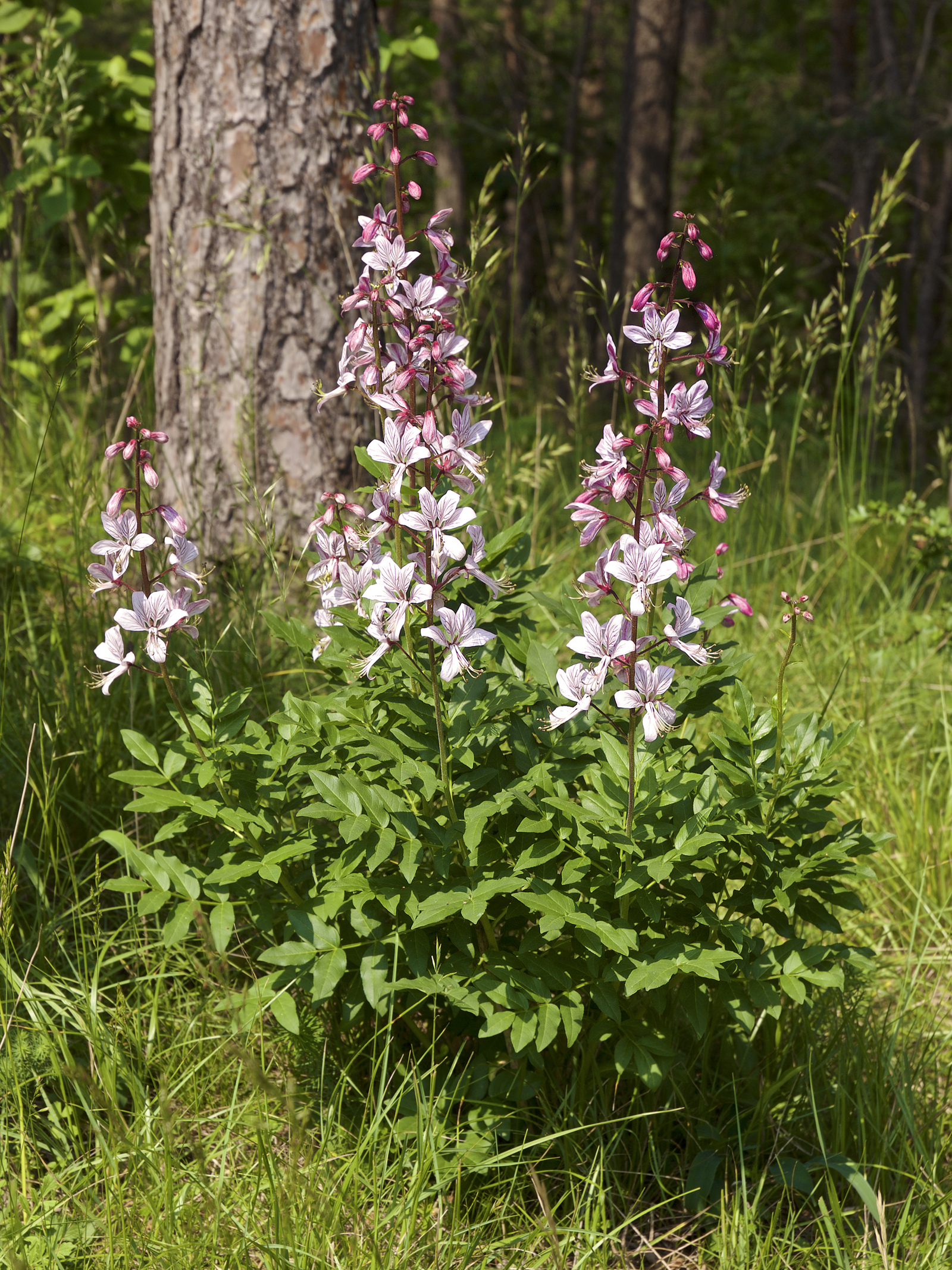
Nagy ezerjófű (Dictamnus albus)

A hegy növényzetének átmeneti jellege és ebből adódó fajgazdagsága már korán felkeltette a botanikusok figyelmét. Egyik legnagyobb botanikusunk és polihisztorunk, Kitaibel Pál 1804-ben tanulmányozta a hegy flóráját. Megfigyeléseit útinaplójában rögzítette. A Naszályon megtalálta egyebek közt a kutatótársáról és támogatójáról, gróf Waldstein Ferenc Ádámról elnevezett Waldstein-pimpót (Waldsteinia geoides) is.
A 19. században Anton Kerner (1867) összegezte és saját megfigyeléseivel egészítette ki az addig összegyűlt adatokat. Tőkés Lajos, a váci gimnáziumi tanára Vác és környékének edényes növényzetéről írt 1899-ben egy olvasmányos „vezérfonalat botanikai kirándulásokhoz”. Hónapról hónapra mesélte el, mit és hol találhat az ember Vácott és a várost őrző hegyen, a Naszályon sétálva. Bár elsősorban a nagyközönségnek szólt, a kutatók máig visszanyúlnak írásához. Így Horváth Károly 1987-ben kimutatta, hogy a Tőkés művének kiadása óta eltelt kevesebb, mint száz évben közel 200 növényfaj tűnt el a területről. Az ő tanítványa volt Vojtkó András, a Naszály flóralistájának és ezt kiegészítő vegetációtérképének összeállítója (1993).
A Naszály növényzete igen gazdag és változatos; az edényes növények (harasztok, nyitvatermők, zárvatermők) fajainak száma több mint 450. Él itt több ritka, bennszülött, csak a Kárpát-medencében honos faj is – 79 faj védett, 5 fokozottan védett.
A fokozottan védett fajok közül kettő:
- magyar gurgolya (Seseli leucospermum) és
- halványsárga repcsény (Erysimum wittmannii)

csak a Kárpát-medencére jellemző, pannon endemizmus. Utóbbinak Magyarországon a Naszályon kívül csak a Börzsönyben ismerjük lelőhelyét.
Az orchideák közül kettő él itt:
- a pókbangó (Ophrys sphegodes) és
- a méhbangó (Ophrys apifera).

Ezek virágainak alakja és mintája a névadó ízeltlábúakra emlékeztet, amiket így csalnak magukhoz. A bangókat akarva-akaratlanul a megtévesztett állatok porozzák be.

### Növénytársulások
A növényzet fajgazdagságát a sok és változatos növénytársulás is jelzi. A hegyről eddig 21 (14 erdő-, 6 gyep-, és 1 vízi) társulást írtak le. A jellemző, nagy területet borító társulások:
- Északi-középhegységi bükkös (Melittio-Fagetum Soó 1964 em. 1971)

Mészkövön nő a hegy északi oldalán 400–600 méter magasságban és a tetőn (650 m-en, kőrissel keverve). Aljnövényzete csak kora tavasszal, lombfakadás előtt gazdag. Ilyenkor tömegesen jelenik meg benne:
- odvas keltike (Corydalis cava),
- hóvirág (Galanthus nivalis).

Előfordul még:
- az üde talajt jelző szagos müge (Asperula odorata),
- a gyengén kisavanyodó talajt kedvelő bükkös sás (Carex pilosa),
- a bázikus talajt jelző egyvirágú gyöngyperje (Melica uniflora);

a termőhely meredekké válásával csupasz típusúvá válik.
A bükkök alatt helyenként a védett erdei holdviola (Lunaria rediviva) szép populációi díszlenek.
- Hegyvidéki gyertyános-tölgyes (Carici pilosae-Carpinetum Neuhäusl & Neuhäuslová-Novotná 1964 em. Borhidi 1996)

A hegy:
- - északi oldalának lábánál a Gyadai-rét széléig és
  - gerincén egy keskeny sávban találjuk mészkövön és homokkövön. Az egykori erdő túlnyomó részét az elmúlt harminc évben tarra vágták, és az újulatba sokfelé fenyőket ültettek, ezért viszonylag kevés az igazán szép erdőrészlet.

A gyepszintben ebben a társulásban is leginkább a bükkös sás (Carex pilosa) dominál, de a gyertyános–bükkösökkel érintkező részeken egyvirágú gyöngyperje (Melica uniflora) típusa is kialakulhat. A bőséges kora tavaszi aljnövényzete a bükköshöz hasonló:
- - odvas keltike (Corydalis cava),
  - hóvirág (Galanthus nivalis);

mellettük igen ritkán itt fordul elő a védett pirosló hunyor (Helleborus purpurascens) is.
- Törmeléklejtő-erdő (Mercuriali-Tilietum Zólyomi & Jakucs in Zólyomi 1958)

Ez a sziklatöréses erdőtípus tipikusan az északi lejtők mészkőgörgetegén fordul elő a bükkös régióban ott, ahol a sziklás, meredek oldalon a bükk már nem él meg. Ennek a hazánkban eléggé ritka növénytársulásnak a Naszályon kiterjedt, igen szép állományai nőnek. Lefelé éles határvonal nélkül megy át a bükkösbe. Termőhelyén a mozgó kőtörmelék szinte csak a fás szárú növényeket kíméli meg, ezért aljnövényzete szegényes.
- Mészkő szurdokerdő (Scolopendrio-Fraxinetum Scwickerath 1938)

Csak egy kicsi, töredékes állománya nő a Násznép-barlang előtt. Fajösszetétele – igazi szurdokvölgy és kellő magasság híján – kevert, nem típusos. A társulás tudományos nevében szereplő, védett gímpáfrány (Asplenium scolopendrium) is csak egy kis folton nő.
- Középhegységi cseres-tölgyes (Quercetum petraeae-cerris Soó 1963)

Ez az erdőtársulás eredetileg nagy területet borít(ott) a Naszály lábánál, a nyugati, keleti és délies oldalon, valamint kisebb foltokat a Gyadai-rét fölött északi lejtőn. Mészkövön és kisavanyodó homokkövön, mészkerülő tölgyes mellett is megtalálható.
Az erdőművelés elsősorban a cseres-tölgyeseket vágta tarra, ezért szép, öreg állomány alig maradt. Az idős erdők általában erősen kezeltek, szálaltak, cserjeszintjüket eltávolították. Az újulatba sokfelé ültettek szelídgesztenyét (Castanea sativa).
- Melegkedvelő tölgyes (Corno-Quercetum pubescentis Jakucs & Zólyomi ex Máthé et Kovács 1962)

Dolomiton és mészkövön egyaránt nő a déli lejtőkön és az alacsonyabb platókon; 400 m-ről egészen 620-ig felhúzódik. Az erdő általában nem zárt:
- - karsztbokorerdőkkel,
  - lejtősztyeppekkel mozaikosak.

Aljnövényzetében legfontosabb fajai:
- - tollas szálkaperje (Brachypodium rupestre),
  - bajuszos kásafű (Oryzopsis virescens),
  - egyvirágú gyöngyperje (Melica uniflora);

ebben a társulásban különlegesség a bükkös sás (Carex pilosa).
Megtalálható itt sok védett faj is:
- - gérbics (Limodorum abortivum, egy korhadéklakó orchidea),
  - madársisak (Cephalathera sp.; több faj),
  - nagy ezerjófű (Dictamnus albus),
  - apró nőszirom (Iris pumila),
  - tarka nőszirom (Iris variegata) stb.
- Sajmeggyes bokorerdő (Ceraso mahaleb-Quercetum pubescentis Jakucs & Fekete 1957)

Lejtősztyeppekkel és sziklaerdőkkel mozaikosan nő a délnek néző lejtőkön; a legszebben a Kopaszok platóján. Alapkőzete lehet mészkő és dolomit is. Igen sok védett faj nő ebben a társulásban, bár ezek többsége a lejtősztyeppekről húzódik be ide.
- Budai nyúlfarkfüves dolomitsziklagyep (Seslerietum sadlerianae Soó ex Zólyomi 1936)

Ezt a ritka növénytársulást a Szarvas-hegy gerincén találhatjuk meg. Domináns faja a budai nyúlfarkfű (Sesleria sadleriana) – ez a Dunántúli-középhegység dolomitjának bennszülött faja, de egyébként a Naszály nyúlfarkfüves sziklái sokkal inkább hasonlítanak a Bükk-vidék központi részén található északi sziklák nyúlfarkfüves, magashegyi jellegű gyepjeihez. További különlegesség,  hogy a budai nyúlfarkfű itt nem dolomiton, hanem dachsteini mészkövön terem. Ebben a furcsa, átmeneti helyzetben együtt fordul elő a magashegyi jellegű fürtös kőtörőfű (Saxifraga paniculata) és a déli vidékek szikláinak jellemző páfránya, a magyar pikkelypáfrány (Asplenium javorkeanum). A Naszályon mindkét faj csak ebben a társulásban fordul elő.
- A gyepet északi gyöngyvesszős cserjés (Waldsteinio-Spiraeetum mediae Zólyomi 1936) veszi körül, ennek szinte egyetlen faja a védett szirti gyöngyvessző (Spiraea media).
- Pusztafüves lejtősztyepprét (Cleistogeni-Festucetum sulcatae Zólyomi 1958)

Ez a zárt, melegkedvelő társulás mészkövön nő a délnek néző lejtőkön és néhol a platókon. Domináns fajai a keskeny levelű, szárazságtűrő fűfajok:
- - pusztai csenkesz (Festuca rupicola),
  - csinos árvalányhaj (Stipa pulcherrima);

a széles levelű füvek és a kétszikűek csak szerepe alárendelt. Sok a védett faj:
- - tavaszi hérics (Adonis vernalis),
  - selymes peremizs (Inula oculus-christi),
  - tarka kosbor (Orchis tridentata),
  - vitézvirág (Anacamptis pyramidalis),
  - csillag őszirózsa (Aster amellus).
- Dolomit-sziklafüves lejtő (Chrysopogono-Caricetum humilis Zólyomi /1950/ 1958)

Kizárólag a Látó-hegyen és a vele szomszédos oldal dolomitján nő, karsztbokorerdővel váltakozva, nyíltabban vagy zártabban. Fő növénye a lappangó sás (Carex humilis). Itt is sok a ritka faj:
- - harangcsillag (Asyneuma canescens),
  - borzas vértő (Onosma visianii) stb.
- Nyílt dolomitsziklagyep (Seseli leucospermi-Festucetum pallentis Zólyomi /1936/ 1958)

Ez a ritka társulás a Látó-hely és a Kőporos dolomitján nő, főleg a kiugró sziklákon. Egyik fő karakterfaja a bennszülött, fokozottan védett magyar gurgolya (Seseli leucospermum). Sok a ritka és védett faj:
- - ezüstaszott (Paronychia cephalotes),
  - hangyabogáncs (Jurinea mollis) stb.